# Nakaba Suzuki
Nakaba Suzuki (鈴木央, Suzuki Nakaba, Sukagawa, 8 de fevereiro de 1977) é um mangaká japonês. Suzuki já publicou nas quatro maiores editoras e nas quatro maiores revistas do Japão: Shueisha (Weekly Shōnen Jump), na Kodansha (Weekly Shōnen Magazine), na Shogakukan (Weekly Shonen Sunday), e na Akita Shoten (Weekly Shōnen Champion). Eles é mais conhecido pela sua obra mais famosa, Nanatsu no Taizai.

## Vida e carreira
O primeiro mangá que comprou foi Dr. Slump de Akira Toriyama. Em seus tempos de escola era fã de Kinnikuman, Hokuto no Ken e Dragon Ball. Ele fez sua estreia profissional em 1994 com o conto "Revenge", que recebeu uma menção honrosa no Shueisha's Hot Step Award.
Começou a escrever Nanatsu no Taizai em 2012. Em janeiro de 2015, o mangá alcançou a marca de 10 milhões de exemplares vendidos e ganhou o 39° Kodansha Manga Award na categoria Melhor Mangá Shōnen junto com Yowamushi Pedal.

## Obras
- Rising Impact (ライジングインパクト) (1998-2002) (Weekly Shōnen Jump)
- Ultra Red (2002–2003) (Weekly Shōnen Jump)
- Boku to Kimi Aidani (僕と君の間に) (2004–2006) (Ultra Jump)
- Blizzard Axel (ブリザードアクセル) (2005–2007) (Weekly Shōnen Sunday)
- Kongoh Banchou (金剛番長) (2007–2010) (Weekly Shōnen Sunday)
- Kami Chigiri  (神契り) (2011) (Miracle Jump)
- Chiguhagu Lovers  (ちぐはぐラバーズ) (2012) (Weekly Shōnen Champion)
- Nanatsu no Taizai (七つの大罪) (2012-2020) (Weekly Shōnen Magazine)